# Charlotte Geer
Charlotte Mosher Geer (Greenwich, 13 novembre 1957) è un'ex canottiera statunitense.

## Palmarès

### Olimpiadi
- 1 medaglia:
  - 1 argento (Los Angeles 1984 nel singolo)